# 莱特拉
莱特拉（法語：L'Étrat，法語發音：[letʁa]）是法国卢瓦尔省的一个市镇，位于该省东南部，属于圣艾蒂安区。

## 地理
莱特拉（45°29'8"N, 4°22'45"E）面积8.48 平方千米，位于法国奥弗涅-罗讷-阿尔卑斯大区卢瓦尔省，该省份为法国中南部省份，北起顺时针与索恩-卢瓦尔省、罗讷省、伊泽尔省、阿尔代什省、上盧瓦爾省、多姆山省和阿列省接壤。
与莱特拉接壤的市镇（或旧市镇、城区）包括：圣埃昂、维拉尔、拉富尤斯、雅雷地区圣普列斯特、雅雷地区拉图尔。

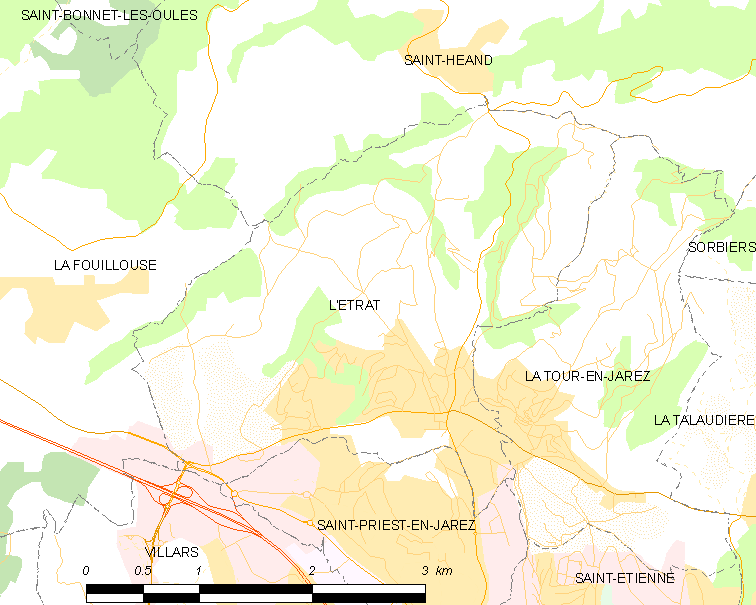
莱特拉的OSM定位图

莱特拉的时区为UTC+01:00、UTC+02:00（夏令时）。

## 行政
莱特拉的邮政编码为42580，INSEE市镇编码为42092。

## 政治
莱特拉所属的省级选区为索尔比耶县。

## 人口

1962-2008年间莱特拉人口变化图示

莱特拉于2022年1月1日时的人口数量为2820人。